# Irving Cohn
Irving Cohn eller Conn, född 21 februari 1898 i London, England, död 12 juli 1961 i Fort Lee, New Jersey, USA, var en engelsk-amerikansk kompositör, sångtextförfattare och orkesterledare.